# Пески времени (фильм)
«Пески времени» (англ. The Sands Of Time) — двухсерийный американский фильм-драма 1992 года, снятый режиссёром Гэри Нелсоном. Фильм снят по мотивам романа американского писателя Сидни Шелдона «Пески времени» (англ. The Sands of Time), опубликованного в 1988 году.
Главные роли в фильме «Пески времени» исполнили Дебора Раффин, Майкл Нури, Аманда Пламмер, Нина Фох, Рами Зада и Ким Викс. Премьера фильма состоялась 23 ноября 1992 года в США.

## Сюжет
Испания во времена расцвета баскского террора. В отчаянной попытке схватить главаря сепаратистов, выступающего за независимость Страны басков, полковник Акока нападает на цистерцианский женский монастырь. Монахинь уводят военные, но четырём из них удается убежать с главной реликвией монастыря (старинным золотым крестом). Одна из них — девушка Лучия, дочь итальянского мафиози, совершившая преступление на родине и скрывающаяся в монастыре от полиции. Лючия уводит монахинь в горы, где они случайно встречают группу сепаратистов, за которыми и охотится Акока, их лидер — Хайме Миро — соглашается сопроводить сестёр до Мендавии, где находится ещё один монастырь их ордена.
Хайме разделяет свою группу на три отряда, чтобы не вызывать подозрения у полицейских в населенной местности. Меган, сирота, в 15 лет оказавшаяся в монастыре и не покидавшая его столько же, отправляется с Хайме и Ампаро, его подругой. Грасиела отправляется в путь в сопровождении самого молодого члена группы Хайме Рикардо, а Лучия, жаждущая заполучить золотое распятие не теряет из вида сестру Терезу, престарелую монахиню, не выпускающую крест из рук. Тереза, в молодости преданная своим женихом и укрывшаяся после этого в монастыре, после 30 лет монашеской жизни не может приспособиться к внешнему миру. Она сбегает от Лучии и Рубио, сопровождавшего их баска, и попадает в руки Акоки. Пытаясь получить информацию от запутавшейся в собственных воспоминаниях женщины, Акока отдает её на растерзание своих людей. В ужасе сестра Тереза хватается за оружие одного из солдат, убив нескольких человек, монахиня погибает.
Распятие оказывается в руках Лучии, но она считает для себя более безопасным добираться до населенных мест вместе с Рубио. И постепенно в него влюбляется. Добравшись до города, Лучия уже не может бросить Рубио, который, к тому же, получает ранение, пытаясь её защитить. Пытаясь ему помочь, Лучия оказывается в тюрьме, а Рубио в тюремной больнице. Спустя несколько месяцев, из тюрьмы их вызволяет Хайме и его люди.
Меган в это время оказывается в затруднительной ситуации, дважды выручив Хайме, она выясняет, что Ампаро — предательница. Хайме прогоняет девушку и предлагает Меган подождать его до того времени, когда ему больше не придётся бороться за независимость своей страны. Меган согласна подождать, но прежде ей надо выяснить, кто она сама. Её разыскивает частный детектив, нанятый её родственниками из Америки. Он просит Меган ехать с ним в штаты. Добравшись до Нью-Йорка, Меган выясняет, что много лет назад её дядя и тётя оставили свою годовалую племянницу Патрицию на ферме рядом с монастырем, чтобы не делить с ней наследство, оставшееся после гибели в авиакатастрофе её родителей. Проведя полжизни в монастыре, Меган не может не простить свою тётю Элен, которая и разыскала её, чтобы передать прямой наследнице свою компанию. Меган учится управлять бизнес-империей своей семьи несколько лет, пока не узнаёт, что в Испании схвачен и скоро будет казнён Хайме Миро. Боясь не успеть, Меган возвращается в Испанию. Она пытается добиться оправдания Хайме, когда же понимает, что это невозможно, Меган подкупает палача и тюремного врача.
Хайме спасен, но весь мир думает, что баскский террорист, приговорённый к смерти через гарроту, умер. Такое же известие получают в далёкой Бразилии Лучия и Рубио. Они очень опечалены, но у них всё хорошо и скоро будет ребёнок.

## В ролях
| Актёры           | Персонажи       |  |
| ---------------- | --------------- |  |
| Элизабет Грэйсен | Лучия           |  |
|                  |                 |  |
| Дебора Раффин    | сестра Меган    |  |
|                  |                 |  |
| Аманда Пламмер   | сестра Грасиела |  |
|                  |                 |  |
| Рами Зада        | Рубио           |  |
|                  |                 |  |
| Майкл Нури       | Хайме Миро      |  |
|                  |                 |  |
| Нина Фох         | Элен Скотт      |  |
|                  |                 |  |
| Родди МакДауэлл  | Алан Такер      |  |
|                  |                 |  |
| Джеймс Бролин    | полковник Акока |  |
|                  |                 |  |
| Ким Викс         |                 |  |
|                  |                 |  |
| Тони Ло Бьянко   |                 |  |
|                  |                 |  |
| Мартин Болсам    |                 |  |
|                  |                 |  |
| Лин Рено         |                 |  |

## Интересные факты
- Фильм состоит из двух серий, длина каждой в оригинальном варианте — по 96 минут.
- При некоторых показах весь фильм делился на 4 серии по 48 минут (45 — 50 минут).

## Другие названия
- Английские названия:
  - The Sands Of Time
  - Sidney Sheldon’s The sands of time
- Русские названия:
  - Пески времени
  - Пески времени Сидни Шелдона
  - Доисторические пески
- Eroe per famiglie
- Les routes de la liberté
- Sidney Sheldonin menneisyyden jäljet
- Las arenas del tiempo